# Japan op de Olympische Winterspelen 1994
Tijdens de Olympische Winterspelen van 1994, die in Lillehammer (Noorwegen) werden gehouden, nam Japan voor de vijftiende keer deel.

## Medailleoverzicht
| Sport              | Olympiër                                                     | Discipline            | Medaille |
| ------------------ | ------------------------------------------------------------ | --------------------- | -------- |
| Noordse combinatie | Takanori Kono Masashi Abe Kenji Ogiwara                      | team (m)              | Goud     |
| Noordse combinatie | Takanori Kono                                                | individueel (m)       | Zilver   |
| Schansspringen     | Jinya Nishikata Takanobu Okabe Noriaki Kasai Masahiko Harada | grote schans team (m) | Zilver   |
| Schaatsen          | Manabu Horii                                                 | 500 m (m)             | Brons    |
| Schaatsen          | Hiromi Yamamoto                                              | 5000 m (v)            | Brons    |

## Deelnemers en resultaten
(m) = mannen, (v) = vrouwen 

### Alpineskiën
| Olympiër        | Discipline       | Resultaat | Prestatie                                                        |
| --------------- | ---------------- | --------- | ---------------------------------------------------------------- |
| Gaku Hirasawa   | slalom (m)       | dnf-1     | opgave run 1                                                     |
| Takuya Ishioka  | slalom (m)       | 19e       | 2.10,34 (+8,32) 1.05,94+1.04,40                                  |
| Takuya Ishioka  | combinatie (m)   | dnf-s1    | opgave slalom run 1 afdaling: 1.40,55                            |
| Kiminobu Kimura | super g (m)      | 33e       | 1.36,38 (+3,85)                                                  |
| Kiminobu Kimura | reuzenslalom (m) | 26e       | 2.58,50 (+6,04) 1.31,86+1.26,64                                  |
| Kiminobu Kimura | slalom (m)       | 18e       | 2.07,97 (+5,95) 1.05,26+1.02,71                                  |
| Kiminobu Kimura | combinatie (m)   | dnf-s2    | opgave slalom run 2 afdaling: 1.41,73 slalom: — (51,45+dnf)      |
| Tetsuya Okabe   | slalom (m)       | dnf-2     | opgave run 2 1.03,98+dnf                                         |
|                 |                  |           |                                                                  |
| Emi Kawabata    | afdaling (v)     | 21e       | 1.38,29 (+2,36)                                                  |
| Emi Kawabata    | super g (v)      | 24e       | 1.23,90 (+1,75)                                                  |
| Emi Kawabata    | combinatie (v)   | 17e       | 3.18,22 (+13,06) afdaling: 1.29,00 slalom: 1.49,22 (56,50+52,72) |

### Biatlon
| Olympiër      | Discipline | Resultaat | Prestatie                                   |
| ------------- | ---------- | --------- | ------------------------------------------- |
| Misao Kodate  | 10 km (m)  | 42e       | 31.40,2 (+3.33,2) pen.: 3 (1 + 2)           |
| Misao Kodate  | 20 km (m)  | 62e       | 1:05.34,6 (+8.09,3) pen.: 7 (2 + 2 + 0 + 3) |
| Yoshiko Honda | 7,5 km (v) | 44e       | 28.37,3 (+2.28,5) pen.: 2 (1 + 1)           |
| Yoshiko Honda | 15 km (v)  | 54e       | 1:00.00,5 (+8.53,9) pen.: 6 (0 + 4 + 0 + 2) |

### Bobsleeën
| Olympiër                                                    | Discipline             | Resultaat | Prestatie                                       |
| ----------------------------------------------------------- | ---------------------- | --------- | ----------------------------------------------- |
| Toshio Wakita Takashi Ohori                                 | 2-mansbob (m) Japan I  | 19e       | 3.34,10 (+3,29) (53,43 / 53,51 / 53,47 / 53,69) |
| Naomi Takewaki Hiroshi Suzuki                               | 2-mansbob (m) Japan II | 18e       | 3.34,00 (+3,19) (53,08 / 53,72 / 53,47 / 53,73) |
| Naomi Takewaki Hiroyuki Oshima Hiroshi Suzuki Takashi Ohori | 4-mansbob (m) Japan I  | 18e       | 3.30,67 (+2,89) (52,56 / 52,83 / 52,55 / 52,73) |

### Freestyleskiën
| Olympiër       | Discipline  | Resultaat | Prestatie                         |
| -------------- | ----------- | --------- | --------------------------------- |
| Gota Miura     | moguls (m)  | 27e       | dnq (kwalificatie: 20,15 p.)      |
| Hiroshi Machii | aerials (m) | 20e       | dnq (kwalificatie: 153,53 p.)     |
| Tae Satoya     | moguls (v)  | 11e       | 23,18 p. (kwalificatie: 23,32 p.) |

### Kunstrijden
| Olympiër          | Discipline | Resultaat | Prestatie                               |
| ----------------- | ---------- | --------- | --------------------------------------- |
| Masakazu Kagiyama | mannen     | 12e       | 16,5 p. (korte kür: 11 - lange kür: 11) |
| Fumihiro Oikawa   | mannen     | 22e       | 32,5 p. (korte kür: 21 - lange kür: 22) |
| Yuka Sato         | vrouwen    | 5e        | 8,5 p. (korte kür: 7 - lange kür: 5)    |
| Rena Inoue        | vrouwen    | 18e       | 27,0 p. (korte kür: 18 - lange kür: 18) |

### Langlaufen
| Olympiër                                                           | Discipline                    | Resultaat | Prestatie                                           |
| ------------------------------------------------------------------ | ----------------------------- | --------- | --------------------------------------------------- |
| Mitsuo Horigome                                                    | 10 km klassiek (m)            | 31e       | 26.36,2 (+2.16,1)                                   |
| Mitsuo Horigome                                                    | 30 km vrije stijl (m)         | 19e       | 1:17.49,4 (+5.23,0)                                 |
| Mitsuo Horigome                                                    | achtervolging 10 km+15 km (m) | 27e       | +4.58,2 (10 km:26.36 + 15 km:38.31,0)               |
| Hiroyuki Imai                                                      | 10 km klassiek (m)            | 40e       | 26.48,8 (+2.28,7)                                   |
| Hiroyuki Imai                                                      | 30 km vrije stijl (m)         | 20e       | 1:18.03,7 (+5.37,3)                                 |
| Hiroyuki Imai                                                      | 50 km klassiek (m)            | 28e       | 2:17.55,2 (+10.34,9)                                |
| Hiroyuki Imai                                                      | achtervolging 10 km+15 km (m) | 42e       | +6.11,0 (10 km:26.48 + 15 km:39.31,8)               |
| Masaaki Kozu                                                       | 10 km klassiek (m)            | 72e       | 28.20,2 (+4.00,1)                                   |
| Masaaki Kozu                                                       | achtervolging 10 km+15 km (m) | 54e       | +7.41,3 (10 km:28.20 + 15 km:39.30,1)               |
| Kazutoshi Nagahama                                                 | 30 km vrije stijl (m)         | 48e       | 1:22.24,9 (+9.58,5)                                 |
| Kazutoshi Nagahama                                                 | 50 km klassiek (m)            | 48e       | 2:22.30,2 (+15.09,9)                                |
| Kazunari Sasaki                                                    | 10 km klassiek (m)            | 25e       | 26.12,1 (+1.52,0)                                   |
| Kazunari Sasaki                                                    | 30 km vrije stijl (m)         | 39e       | 1:20.52,1 (+8.25,7)                                 |
| Kazunari Sasaki                                                    | 50 km klassiek (m)            | 24e       | 2:16.51,7 (+9.31,4)                                 |
| Kazunari Sasaki                                                    | achtervolging 10 km+15 km (m) | 18e       | +3.51,7 (10 km:26.12 + 15 km:37.48,5)               |
| Team Hiroyuki Imai Kazutoshi Nagahama Kazunari Sasaki Masaaki Kozu | 4x10 km estafette (m)         | 14e       | 1:49.42,1 (+8.27,1) 28.43,2 28.12,6 26.13,6 26.32,7 |
|                                                                    |                               |           |                                                     |
| Fumiko Aoki                                                        | 5 km klassiek (v)             | 26e       | 15.41,9 (+1.33,1)                                   |
| Fumiko Aoki                                                        | 15 km vrije stijl (v)         | 11e       | 43.01,4 (+3.16,9)                                   |
| Fumiko Aoki                                                        | 30 km klassiek (v)            | 26e       | 1:32.22,3 (+6.40,7)                                 |
| Fumiko Aoki                                                        | achtervolging 5 km+10 km (v)  | 16e       | +2.30,3 (5 km:15.41 + 10 km:28.27,4)                |
| Sumiko Yokoyama                                                    | 5 km klassiek (v)             | 50e       | 16.30,5 (+2.21,7)                                   |
| Sumiko Yokoyama                                                    | 15 km vrije stijl (v)         | 36e       | 46.00,4 (+6.15,9)                                   |
| Sumiko Yokoyama                                                    | 30 km klassiek (v)            | 45e       | 1:37.14,7 (+11.33,1)                                |
| Sumiko Yokoyama                                                    | achtervolging 5 km+10 km (v)  | 36e       | +5.17,9 (5 km:16.30 + 10 km:30.26,0)                |

### Noordse combinatie
| Olympiër                                     | Discipline      | Resultaat | Prestatie |
| -------------------------------------------- | --------------- | --------- | --- |
| Takanori Kono                                | individueel (m) | Zilver    | +1.17,5 — schans: 239,5 p — 15 km: 39.35,4                                                                                                |
| Kenji Ogiwara                                | individueel (m) | 4e        | +2.08,8 — schans: 231,0 p — 15 km: 39.30,7                                                                                                |
| Masashi Abe                                  | individueel (m) | 10e       | +4.13,8 — schans: 207,0 p — 15 km: 38.55,7                                                                                                |
| Junichi Kogawa                               | individueel (m) | 19e       | +6.25,9 — schans: 220,5 p — 15 km: 42.37,8                                                                                                |
| Team Takanori Kono Masashi Abe Kenji Ogiwara | team (m)        | Goud      | — — schans: 733,5 p — 30 km: 1:22.51,8 schans: 255,0 p — 10 km: 27.55,2 schans: 233,0 p — 10 km: 27.49,1 schans: 245,5 p — 10 km: 27.07,5 |

### Rodelen
| Olympiër                   | Discipline | Resultaat | Prestatie                                             |
| -------------------------- | ---------- | --------- | ----------------------------------------------------- |
| Kazuhiko Takamatsu         | mannen     | 22e       | 3.27,103 (+5,532) (51,658 / 51,471 / 51,782 / 52,192) |
| Yuji Sasaki                | mannen     | 25e       | 3.28,478 (+6,907) (51,970 / 52,279 / 52,286 / 51,943) |
| Atsushi Sasaki             | mannen     | 28e       | 3.29,796 (+8,225) (52,460 / 52,661 / 52,241 / 52,434) |
| Atsushi Sasaki Yuji Sasaki | dubbel     | 18e       | 1.40,124 (+3,404) (50,782 / 49,342)                   |

### Schaatsen
| Olympiër          | Discipline   | Resultaat | Prestatie         |
| ----------------- | ------------ | --------- | ----------------- |
| Toru Aoyanagi     | 1500 m (m)   | 15e       | 1.54,85 (+3,56)   |
| Toru Aoyanagi     | 5000 m (m)   | 24e       | 6.59,88 (+24,92)  |
| Manabu Horii      | 500 m (m)    | Brons     | 36,53 (+0,20)     |
| Junichi Inoue     | 500 m (m)    | 6e        | 36,63 (+0,30)     |
| Junichi Inoue     | 1000 m (m)   | 8e        | 1.13,75 (+1,32)   |
| Toshihiko Itokawa | 1500 m (m)   | 27e       | 1.56,67 (+5,38)   |
| Toshihiko Itokawa | 5000 m (m)   | 6e        | 6.49,36 (+14,40)  |
| Toshihiko Itokawa | 10.000 m (m) | 11e       | 14.17,00 (+46,45) |
| Toshiyuki Kuroiwa | 1000 m (m)   | 11e       | 1.13,95 (+1,52)   |
| Yasunori Miyabe   | 500 m (m)    | 9e        | 36,72 (+0,39)     |
| Yukinori Miyabe   | 1000 m (m)   | 14e       | 1.14,28 (+1,85)   |
| Yukinori Miyabe   | 1500 m (m)   | 21e       | 1.55,56 (+4,27)   |
| Kazuhiro Sato     | 5000 m (m)   | 13e       | 6.54,83 (+19,87)  |
| Kazuhiro Sato     | 10.000 m (m) | 13e       | 14.18,44 (+47,89) |
| Hiroyasu Shimizu  | 500 m (m)    | 5e        | 36,60 (+0,27)     |
| Hiroyasu Shimizu  | 1000 m (m)   | 19e       | 1.15,01 (+2,58)   |
|                   |              |           |                   |
| Seiko Hashimoto   | 1000 m (v)   | 21e       | 1.22,31 (+3,57)   |
| Seiko Hashimoto   | 1500 m (v)   | 9e        | 2.04,98 (+2,79)   |
| Seiko Hashimoto   | 3000 m (v)   | 6e        | 4.21,07 (+3,64)   |
| Seiko Hashimoto   | 5000 m (v)   | 8e        | 7.29,79 (+15,42)  |
| Shiho Kusunose    | 500 m (v)    | 18e       | 40,94 (+1,69)     |
| Shiho Kusunose    | 1000 m (v)   | 6e        | 1.20,37 (+1,63)   |
| Shiho Kusunose    | 1500 m (v)   | 13e       | 2.06,20 (+4,01)   |
| Miki Ogasawara    | 3000 m (v)   | 10e       | 4.25,27 (+7,84)   |
| Miki Ogasawara    | 5000 m (v)   | 9e        | 7.30,47 (+16,10)  |
| Tomomi Okazaki    | 500 m (v)    | 14e       | 40,55 (+1,30)     |
| Kyoko Shimazaki   | 500 m (v)    | 10e       | 40,26 (+1,01)     |
| Kyoko Shimazaki   | 1000 m (v)   | 18e       | 1.21,96 (+3,22)   |
| Maki Tabata       | 1500 m (v)   | 16e       | 2.06,79 (+4,60)   |
| Hiromi Yamamoto   | 1500 m (v)   | 15e       | 2.06,54 (+4,35)   |
| Hiromi Yamamoto   | 3000 m (v)   | 7e        | 4.22,37 (+4,94)   |
| Hiromi Yamamoto   | 5000 m (v)   | Brons     | 7.19,68 (+5,31)   |
| Mayumi Yamamoto   | 500 m (v)    | 25e       | 41,20 (+1,95)     |
| Mayumi Yamamoto   | 1000 m (v)   | 27e       | 1.23,15 (+4,41)   |

### Schansspringen
| Olympiër                                                          | Discipline                     | Resultaat | Prestatie |
| ----------------------------------------------------------------- | ------------------------------ | --------- | --- |
| Masahiko Harada                                                   | normale schans individueel (m) | 55e       | 125,5 punten 120,5 p. (92,0 m) + 5,0 p. (54,5 m) |
| Masahiko Harada                                                   | grote schans individueel (m)   | 13e       | 199,9 punten 121,1 p. (122,0 m) + 78,8 p. (101,0 m) |
| Noriaki Kasai                                                     | normale schans individueel (m) | 5e        | 259,0 punten 134,5 p. (98,0 m) + 124,5 p. (93,0 m) |
| Noriaki Kasai                                                     | grote schans individueel (m)   | 14e       | 196,1 punten 99,0 p. (110,0 m) + 97,1 p. (109,5 m) |
| Jinya Nishikata                                                   | normale schans individueel (m) | 8e        | 253,0 punten 130,0 p. (99,0 m) + 123,0 p. (94,0 m) |
| Jinya Nishikata                                                   | grote schans individueel (m)   | 8e        | 218,3 punten 120,8 p. (123,5 m) + 97,5 p. (110,0 m) |
| Takanobu Okabe                                                    | normale schans individueel (m) | 9e        | 252,0 punten 125,5 p. (95,0 m) + 126,5 p. (95,5 m) |
| Takanobu Okabe                                                    | grote schans individueel (m)   | 4e        | 243,5 punten 110,6 p. (117,0 m) + 132,9 p. (128,0 m) |
| Team Jinya Nishikata Takanobu Okabe Noriaki Kasai Masahiko Harada | grote schans team (m)          | Zilver    | 956,9 punten 110,4 p. (118,0 m) + 144,0 p. (135,0 m) 124,1 p. (124,5 m) + 137,9 p. (133,0 m) 132,9 p. (128,0 m) + 116,0 p. (120,0 m) 118,6 p. (122,0 m) + 73,0 p. (97,5 m) |

### Shorttrack
| Olympiër                                                    | Discipline           | Resultaat | Prestatie                                                                     |
| ----------------------------------------------------------- | -------------------- | --------- | ----------------------------------------------------------------------------- |
| Satoru Terao                                                | 500 m (m)            | 13e       | dnq, kf 2 (3e): 44,27, vr 8 (2e): 44,88                                       |
| Satoru Terao                                                | 1000 m (m)           | 4e        | B-finale: 1.33,39, hf 2 (4e): 1.43,58, kf 2 (2e): 1.29,64, vr 3 (1e): 1.31,11 |
| Jun Uematsu                                                 | 500 m (m)            | 15e       | dnq, kf 1 (4e): 44,20, vr 4 (2e): 44,50                                       |
| Jun Uematsu                                                 | 1000 m (m)           | 18e       | dnq, vr 8 (3e): 1.32,67                                                       |
| Yuichi Akasaka Tatsuyoshi Ishihara Satoru Terao Jun Uematsu | 5000 m aflossing (m) | 5e        | B-finale: 7.19,11, hf 2 (3e): 7.15,85                                         |
|                                                             |                      |           |                                                                               |
| Ayako Tsubaki                                               | 500 m (v)            | 9e        | dnq, kf 3 (3e): 47,51, vr 5 (1e): 48,49                                       |
| Ayako Tsubaki                                               | 1000 m (v)           | 10e       | dnq, kf 3 (3e): 1.39,12, vr 5 (1e): 1.39,61                                   |

Amerikaanse Maagdeneilanden · Amerikaans-Samoa · Andorra · Argentinië · Armenië · Australië · België · Bermuda · Bosnië en Herzegovina · Brazilië · Bulgarije · Canada · Chili · China · Chinees Taipei · Cyprus · Denemarken · Duitsland · Estland · Fiji · Finland · Frankrijk · Georgië · Griekenland · Groot-Brittannië · Hongarije · IJsland · Israël · Italië · Jamaica · Japan · Kazachstan · Kirgizië · Kroatië · Letland · Liechtenstein · Litouwen · Luxemburg · Mexico · Moldavië · Monaco · Mongolië · Nederland · Nieuw-Zeeland · Noorwegen · Oekraïne · Oezbekistan · Oostenrijk · Polen · Portugal · Puerto Rico · Roemenië · Rusland · San Marino · Senegal · Slovenië · Slowakije · Spanje · Trinidad en Tobago · Tsjechië · Turkije · Verenigde Staten · Wit-Rusland · Zuid-Afrika · Zuid-Korea · Zweden · Zwitserland